# Estación de Daroca
Daroca fue una estación de ferrocarril situada en el municipio español de Daroca, en la provincia de Zaragoza. Las instalaciones estuvieron operativas entre 1901 y 1985, fecha en que se clausuró el trazado de Calatayud-Caminreal. En la actualidad las instalaciones se encuentran sin uso.

## Historia
La estación de Daroca entró en servicio en junio de 1901, con la inauguración del tramo Calatayud-Puerto Escandón de la línea que pretendía unir Calatayud con Valencia a través de Teruel y Sagunto. No obstante, el resto del trazado no sería inaugurado en su totalidad hasta 1902. Las obras corrieron a cargo de la Compañía del Ferrocarril Central de Aragón. Además de ser una de las principales estaciones de la línea, Daroca llegó a tener una importante actividad de pasajeros y mercancías. Prueba de ello es que en 1929 fue la segunda estación ferroviaria de España que más tonelaje de cereales movió.
En 1941, con la nacionalización de la red ferroviaria de ancho ibérico, la estación pasó a integrarse en la red de RENFE. El último tren que salió de Daroca lo hizo el 15 de diciembre de 1984, con destino a Calatayud. La estación dejó de prestar servicio con la clausura del tramo Calatayud-Caminreal, el 1 de enero de 1985; con posterioridad, las vías fueron levantadas.